# توني غرين
توني غرين (بالإنجليزية: Tony Green)‏ (13 أكتوبر 1946 بغلاسكو في المملكة المتحدة - ) هو لاعب كرة قدم بريطاني في مركز الوسط. شارك مع منتخب اسكتلندا لكرة القدم. أما مع النوادي، فقد لعب مع نادي بلاكبول ونيوكاسل يونايتد ونادي ألبيون روفرز.

## وصلات خارجية
- توني غرين على موقع الاتحاد الإسكتلندي (الإنجليزية)
- توني غرين على موقع قاعدة بيانات كرة القدم.إي يو (الإنجليزية)